# Kellett Autogiro Corporation
Kellett Autogiro Corporation byla americká letecká společnost založená v roce 1929 aviatikem W. Wallace Kellettem ve Filadelfii v Pensylvánii.

## Historie
Kellett Autogiro Corporation byla založena roku 1929 poté, co získala licenci od Pitcairn-Cierva Autogiro Company, která vlastnila v USA práva na stavbu licenčních vírníků britské firmy Cierva Autogiro Company. První tři typy měly ještě charakteristický vzhled strojů Cierva, model KD-1 byl podobný vírníku Cierva C.30. KD-1 (G-1) byl prvním letadlem s rotující nosnou plochou ve službě US Army. Ke konci 40. let 20. století přešla společnost z výroby vírníků ke stavbě vrtulníků. Posledním návrhem byl experimentální konvertoplán K-25 s překlopnými rotory (koncepce „Tilt Rotor“).

## Letadla
| Letadlo       | První let | Vyrobeno ks | Typ                                                         |
| ------------- | --------- | ----------- | ----------------------------------------------------------- |
| Kellett K-2   | 1931      | 12          | licenční vírník                                             |
| Kellett K-3   |           |             | vírník, varianta předchozího typu K-2                       |
| Kellett K-4   |           |             | vírník, varianta předchozího typu K-2                       |
| Kellett KD-1  | 1934      |             | vírník                                                      |
| Kellett XR-8  | 1944      | 2           | experimentální vrtulník                                     |
| Kellett XR-10 | 1947      | 2           | experimentální vrtulník                                     |
| Kellett KH-15 |           |             | experimentální vrtulník                                     |
| Kellett KH-17 |           |             | varianta předchozího typu KD-1B                             |
| Kellett K-25  |           |             | projekt experimentálního konvertoplánu s překlopnými rotory |

## Galerie

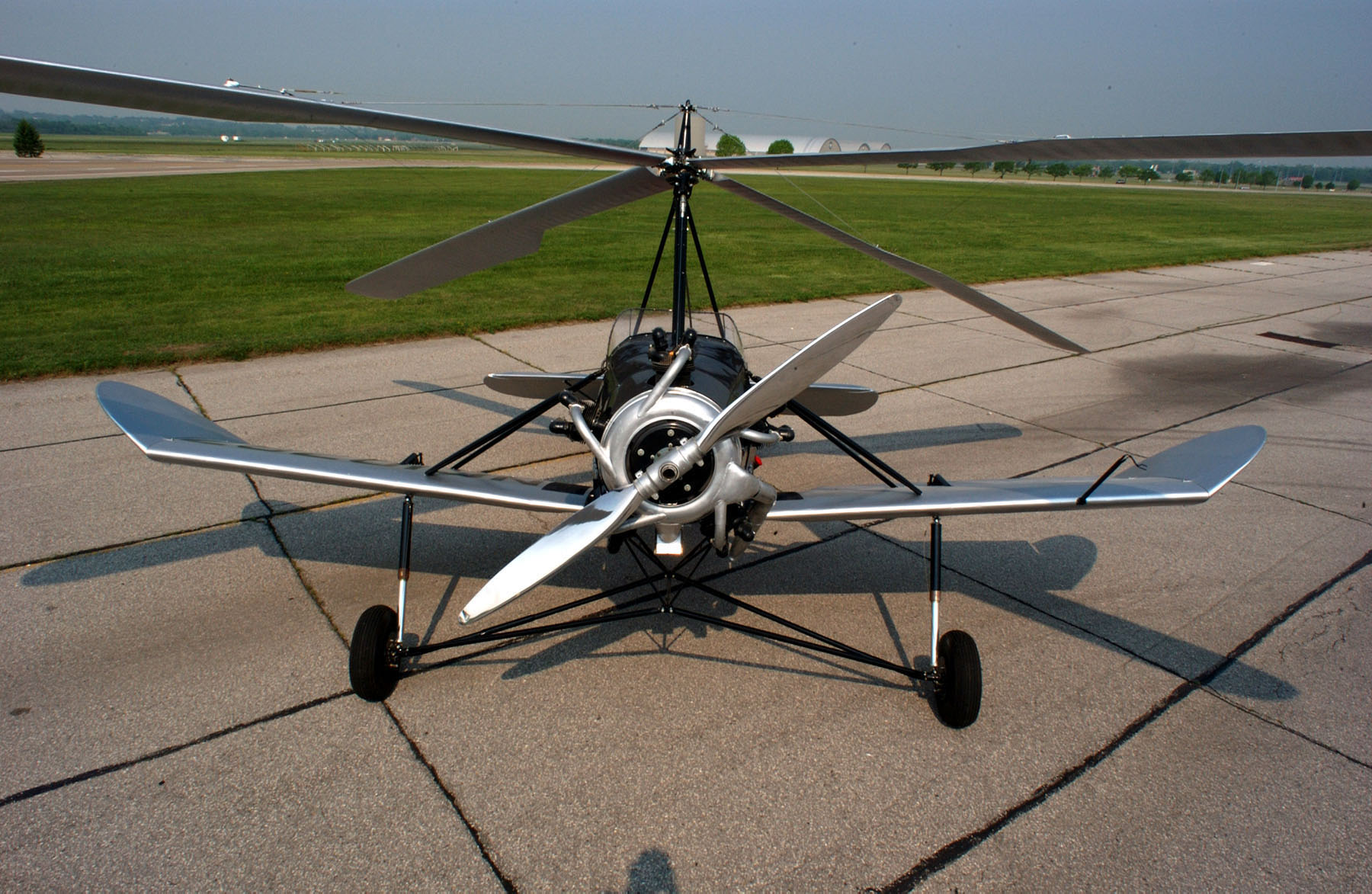
Kellett K-2/K-3
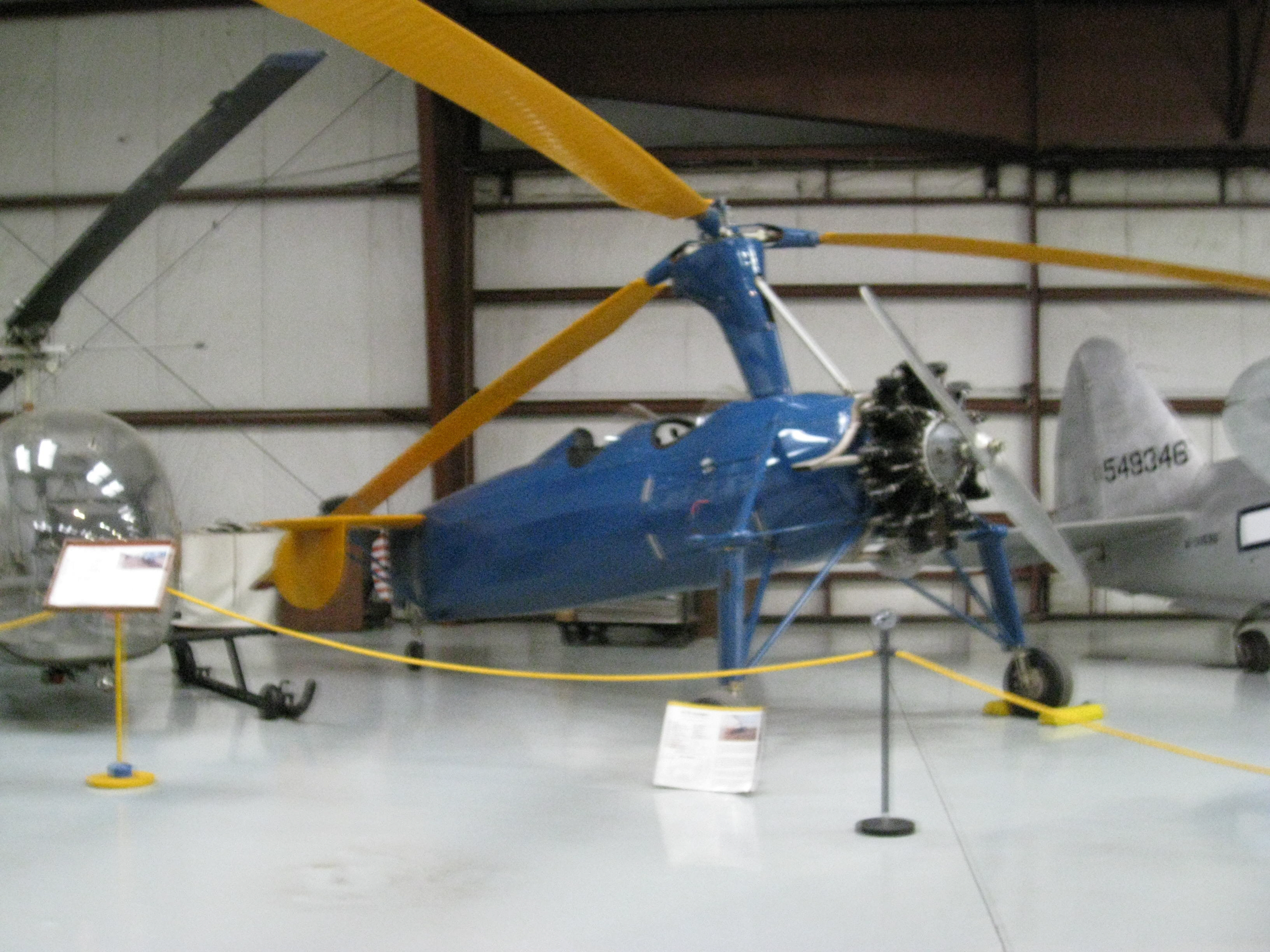
Kellett KD-1
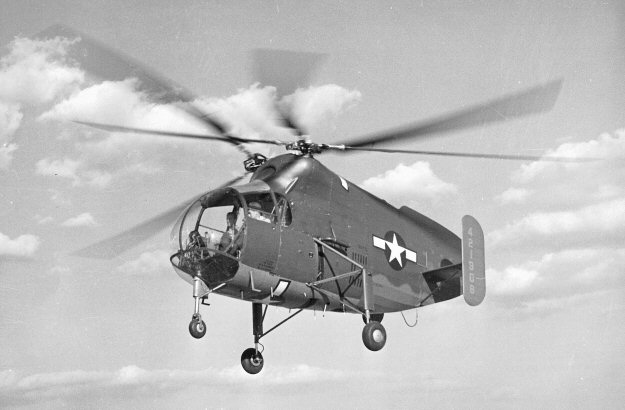
Kellett XR-8
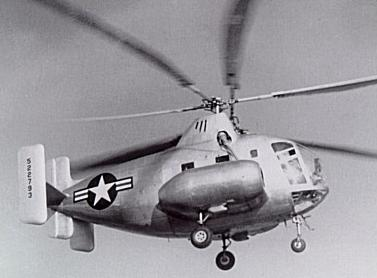
Kellett XR-10